# Víllora
Víllora – gmina w Hiszpanii, w prowincji Cuenca, w Kastylii-La Mancha, o powierzchni 68,9 km². W 2011 roku gmina liczyła 162 mieszkańców.